# Butasan
Butasan (ぶたさん), ook wel bekend als Mr. Pig, Psycho Pigs UXB of Pig and Bombers) is een videospel dat in 1987 uitkwam als arcadespel. Een jaar kwam het uit voor verschillende homecomputers. Het spel werd ontwikkeld en uitgegeven Jaleco. De speler bestuurt een varken en de bedoeling is om bommen naar andere varkens te gooien en hen op te blazen. De bommen staan verspreid over het scherm en bevatten een nummer. Als ene bom wordt gegooid duurt het de hoeveelheid seconden van het nummer voordat deze ontploft. Het spel kent verschillende power-ups zoals gas dat de varkens allemaal doet slapen. Het speelveld wordt met bovenaanzicht getoond. Het spel kan door een of twee spelers simultaan gespeeld worden.

## Platforms
| Jaar | Platform                                    |
| ---- | ------------------------------------------- |
| 1987 | Arcade                                      |
| 1988 | Amstrad CPC, Commodore 64, MSX, ZX Spectrum |
| 1993 | Sharp X68000                                |

## Ontvangst
| Beoordeeld door                       | Jaar | Platform     | Score |
| ------------------------------------- | ---- | ------------ | ----- |
| Commodore Force                       | 1993 | Commodore 64 | 88%   |
| Crash                                 | 1988 | ZX Spectrum  | 70%   |
| Power Play                            | 1988 | Amstrad CPC  | 64%   |
| Sinclair User                         | 1988 | ZX Spectrum  | 59%   |
| The Games Machine (UK)                | 1988 | ZX Spectrum  | 52%   |
| The Games Machine (UK)                | 1988 | Commodore 64 | 48%   |
| The Games Machine (UK)                | 1988 | Amstrad CPC  | 39%   |
| ACE (Advanced Computer Entertainment) | 1988 | Amstrad CPC  | 33%   |